# Carnival Jubilee
Die Carnival Jubilee ist ein Kreuzfahrtschiff der US-amerikanischen Reederei Carnival Cruise Line. Es entstand auf der Papenburger Meyer Werft und wurde im Jahr 2023 fertiggestellt.

## Geschichte
Das Schiff entstand unter der Baunummer S.717 bei der Meyer Werft in Papenburg. Ursprünglich war der Bau für AIDA Cruises vorgesehen. Die Ablieferung war zunächst für das erste Halbjahr 2023 vorgesehen, wurde aber aufgrund der COVID-19-Pandemie um einige Monate verschoben.
Der Bau begann mit dem Brennstart am 18. März 2022, die Kiellegung erfolgte am 21. Juli 2022. Mehrere Sektionen wurden von Meyer Turku zugeliefert. Das Schiff wurde am 21. Juli 2023 ausgedockt. Es ist die vorerst letzte Einheit der bei Carnival Cruise Line als XL- oder Excel-Klasse bezeichneten Helios-Klasse und nach der von Meyer Turku gebauten Mardi Gras und Carnival Celebration das dritte von Carnival Cruise Line eingesetzte Schiff der Klasse und das erste von einer deutschen Werft gebaute Kreuzfahrtschiff der Reederei.
Die Carnival Jubilee sollte ursprünglich im Oktober 2023 in Dienst gestellt werden. Im Zusammenhang mit logistischen Problemen bei den Lieferketten kam es zu Verzögerungen beim Bau. Die ursprünglich geplante Überführungsfahrt von Southampton nach Galveston im Oktober und die ab November 2023 geplanten ersten Kreuzfahrten von dem texanischen Hafen wurden gestrichen. Die Carnival Jubilee verließ die Meyer Werft am 30. Oktober 2023 mit eigener Kraft über die aufgestaute Ems nach Eemshaven, unterstützt von den Schleppern VB Geeste und Fairplay-86. Nach Abschluss der Testfahrten das Schiff am 4. Dezember 2023 in Bremerhaven an den Auftraggeber abgeliefert. Die Jungfernfahrt begann am 23. Dezember 2023.
Bernhard Meyer, Geschäftsführer der Meyer Werft, nannte das Schiff „das wichtigste Schiff der Firmenhistorie“. So könne man mit der pünktlichen Ablieferung des Schiffes verlorengegangenes Vertrauen zurückgewinnen, nachdem die letzten beiden Neubauten der Werft infolge der weltweiten Lieferketten-Probleme verspätet abgeliefert worden waren. Im folgenden Jahr bestellte Carnival Cruise Line zwei Schwesterschiffe der Carnival Jubilee bei der Meyer Werft.
Das Schiff ist ganzjährig in Galveston, Texas, stationiert. In Galveston tankte es am 30. Dezember 2023 erstmals LNG. Die Taufe erfolgte am 24. Februar 2024 durch Gwen Stefani in Galveston.
Anfang 2024 rettete das Schiff Schiffbrüchige nahe Mexiko.

## Technische Daten und Ausstattung
Das Schiff wird gaselektrisch durch zwei Elektromotoren mit jeweils 18.500 kW Leistung angetrieben. Für die Stromerzeugung stehen Generatoren zur Verfügung, die von mit Flüssiggas betriebenen Gasmotoren angetriebene werden.
Das Schiff verfügt über 20 Decks, von denen 15 – Deck 4 bis 19 – für Passagiere zugänglich sind. Den Passagieren stehen mehrere Restaurants, darunter zwei Hauptrestaurants und ein Buffetrestaurant, sowie mehrere Bars und Lounges zur Verfügung. Weiterhin ist das Schiff unter anderem mit einem Fitnesscenter, mehreren Pools und einem Wellnessbereich ausgestattet. Wie die beiden Schwesterschiffe verfügt es über eine „Bolt Ultimate Sea Coaster“-Achterbahn.

## Belege
1. ↑  Weiterer Neubau für AIDA Cruises. 27. Februar 2018, abgerufen am 2. Oktober 2023.
2. ↑  Anpassung im Auftragsbuch der MEYER WERFT. 23. Juni 2021, abgerufen am 2. Oktober 2023.
3. ↑  Die AIDA, die eine „Carnival Jubilee“ wurde. an Bord, 13. Mai 2023, abgerufen am 22. September 2023.
4. ↑  The Navigator. Meyer Werft, November 2019, abgerufen am 2. Oktober 2023.
5. ↑  Meyer Werft beginnt Bau der Carnival Jubilee. Meyer Werft, 18. März 2022, abgerufen am 22. September 2023.
6. ↑  Meyer Werft legt Carnival Jubilee auf Kiel. Meyer Werft, 21. Juli 2022, abgerufen am 23. September 2023.
7. ↑  Carnival Jubilee. Meyer Werft, abgerufen am 22. September 2023.
8. ↑  Unter dem Namen „Carnival Jubilee“: Dritter Meyer-LNG-Neubau für CCL 2023 von Galveston als Basishafen. an Bord, 13. November 2021, abgerufen am 22. September 2023.
9. ↑  Exclusive Look at Carnival Jubilee’s River Conveyance. Cruise Industry News, 31. Oktober 2023, abgerufen am 11. November 2023 (englisch).
10. 1 2  Kreuzfahrtschiff „Carnival Jubilee“ erreicht nach Ems-Überführung erstes Etappenziel. NDR, 31. Oktober 2023, abgerufen am 11. November 2023.
11. ↑  Meyer Werft liefert Carnival Jubilee ab. 4. Dezember 2023, abgerufen am 4. Dezember 2023.
12. ↑  Carnival Jubilee Joins Carnival Fleet As America’s Cruise Line Continues Capacity Expansion. 4. Dezember 2023, abgerufen am 4. Dezember 2023 (englisch).
13. ↑  Let the Texas-Sized Fun Begin! Carnival Jubilee Puts a Bow on an Exciting Year of Growth for America’s Cruise Line. Carnival, 23. Dezember 2023, abgerufen am 21. Oktober 2024 (englisch).
14. ↑  Gerd Schade: Meyer Werft: Bau der „Carnival Jubilee“ größte Herausforderung. Ems-Zeitung, 27. März 2024, abgerufen am 27. März 2024.
15. ↑  Carnival Corporation Orders an Additional Excel-Class Ship for Carnival Cruise Line, the Line’s 5th Excel-Class Ship and the 11th Across the Global Fleet. Abgerufen am 27. März 2024 (englisch).
16. ↑  Carnival Jubilee Floats Out and Reveals Texas Star on Bow. 22. Juli 2023, abgerufen am 1. April 2024 (englisch).
17. ↑  Carnival Jubilee Joins Carnival Fleet As America’s Cruise Line Continues Capacity Expansion. 4. Dezember 2023, abgerufen am 1. April 2024 (englisch).
18. ↑  Carnival Jubilee Successfully Completes Sea Trials Ahead of Debut in Galveston, Texas. 15. November 2023, abgerufen am 1. April 2024 (englisch).
19. ↑  Carnival Jubilee Fueled with LNG at Galveston Port. Cruise Industry News, 31. Januar 2024, abgerufen am 1. Februar 2024 (englisch).
20. ↑  Carnival Cruise Line Names Gwen Stefani as Godmother of Jubilee. Cruise Industry News, 8. Februar 2024, abgerufen am 9. Februar 2024 (englisch).
21. ↑  Singer Gwen Stefani Names Carnival Jubilee in Galveston. In: Cruise Industry News. 26. Februar 2024, abgerufen am 27. Februar 2024 (englisch).
22. ↑  Rettungseinsatz vor Mexiko: Auf Meyer-Werft gebaute „Carnival Jubilee“ rettet Schiffbrüchige. Ostfriesen-Zeitung, 26. März 2024, abgerufen am 26. März 2024 (Artikel hinter Bezahlschranke).